# Gerdas Aleksa
Gerdas Aleksa (ur. 4 czerwca 1981 roku) – litewski piłkarz, grający na pozycji obrońcy. Jego największym sukcesem było zdobycie Pucharu Litwy z Ekranasem Poniewież w roku 2000.